# 북한 대출력 고체연료 로켓엔진
북한 대출력 고체연료 로켓엔진은 북한이 ICBM 1단 엔진으로 개발중인 고체로켓이다.

## 역사

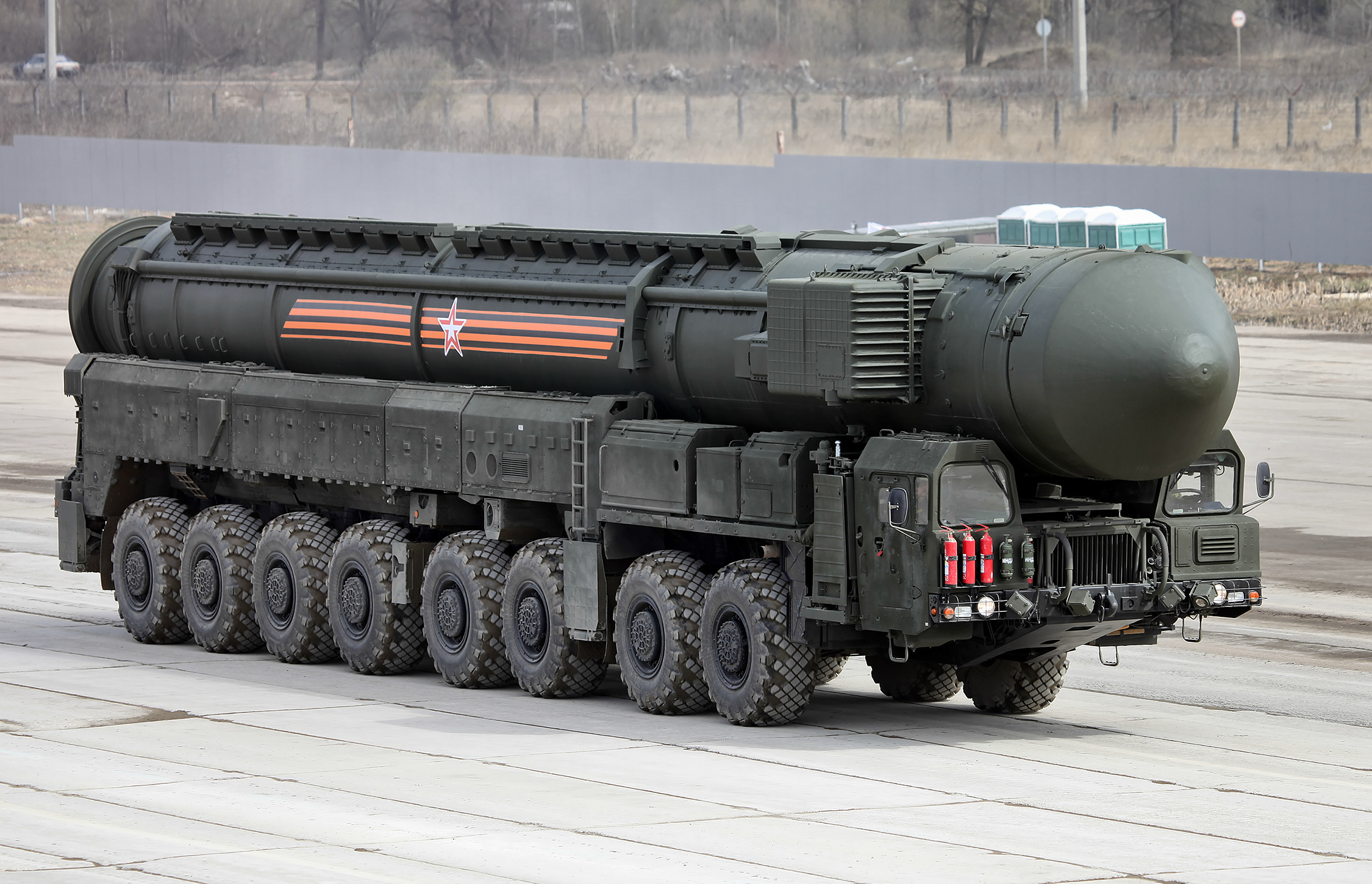
러시아 RS-24 야르스. 중국 DF-41도 거의 똑같은 외형이다.

2022년 12월 16일. 조선중앙통신에 따르면 북한은 15일 오전 평안북도 동창리 서해위성발사장에서 140tf(톤포스) 추력의 ‘대출력 고체연료 발동기(로켓엔진)’의 첫 지상분출 시험에 성공했다. 김정은 국무위원장은 현지에서 직접 참관했다.

## 추력
북한 고체연료 엔진의 추력이 140tf에 달할 경우 미니트맨3의 고체연료 엔진 추력(80tf)을 능가한다. 미니트맨3는 미국 본토에서 발사하면 30분 이내에 평양을 비롯해 지구상 어디든 도달할 수 있는 핵전력으로, 2020년 북한이 열병식에서 화성-17형을 공개하자 미국은 3주 뒤 미니트맨3를 전격 시험발사한 바 있다.
공개된 제원이 140톤힘이라는 엔진 추력 뿐인데, 이 1단 엔진 추력만으로 미북중러의 고체연료 ICBM을 살펴보면, 중국 DF-41을 개발하려는 의도가 아닌가 하고 추정해 볼 수도 있다.
|          | 화성-18형                | 미니트맨3        | 피스키퍼          | 토폴                | 토폴-M              | 토폴-MR       | DF-31                | DF-41         |
| 1단추력  | 140톤힘                  | 80톤힘           | 168톤힘           |                     |                     |               | 120톤힘              |               |
| 길이     | 25.0 m                   | 18.2 m           | 21.8 m            | 29.5 m              | 22 m                | 21 m          | 13 m                 | 21 m          |
| 발사중량 | 60톤                     | 36톤             | 87.75톤           | 45.1톤              | 47.2톤              | 49톤          | 42톤                 | 80톤          |
| 탄두     | 1.5mt KN-22 열핵탄두 1발 | 300 kt W87-0 3발 | 300 kt W87-0 12발 | 800 kt 열핵탄두 1발 | 800 kt 열핵탄두 1발 | 열핵탄두 10발 | 1메가톤 열핵탄두 1발 | 열핵탄두 10발 |
| 단수     | 3단 고체연료             | 3단 고체연료     | 3단 고체연료      | 3단 고체연료        | 3단 고체연료        | 3단 고체연료  | 3단 고체연료         | 3단 고체연료  |
| 사거리   | 15,000 km                | 10,000 km        | 9,600 km          | 10,500 km           | 11,000 km           | 11,000 km     | 11,200 km            | 12,000 km     |

## 길이
아직 엔진의 추력만 공개되어서 북한 최초의 고체연료 ICBM이 어떤 모습일지는 알 수 없지만, 현재 미국, 중국, 러시아의 주력 고체연료 ICBM 길이를 참고한다면, 북한의 새 ICBM 길이도 추측해 볼 수 있다.
|      | 미니트맨3 | 토폴-MR | DF-41 |
| 길이 | 18.2 m    | 21 m    | 21 m  |

## 창정 11호
중국은 2015년 12월 25일 창정 11호를 최초로 발사했다. DF-31 3단 고체연료 ICBM을 민간 상업용으로 발사한 것으로 알려져 있다. 1단 추력은 120톤힘이다.
과거에, 미국은 미니트맨3 ICBM을 미노타우르 1호 우주발사체로 인공위성을 발사했다.
창정 11호는 고정식 발사대가 필요하지 않고, 이동식 차량에서 발사되는데, 2019년 6월 5일에 중국 황해에서 성공적으로 발사됐다. 중국이 해상에서 운반로켓을 발사한 것은 이번이 처음이다.
2019년 3월 5일 오후 2시, 백로위안 신시험장에서 중국항공우주과학기술총공사 항공우주제4학원(항공우주고체추진기술학원, AASPT)이 독자적으로 개발한 200톤 추력 첨단 고체 로켓 모터 지상연소시험에 성공했다. 중국에서 가장 큰 추력의 고체로켓엔진이다. 창정 11호 1단으로 향후 사용할 계획이다.
고체연료 ICBM이나 우주로켓은 모두 길이가 비슷하다.
|      | 창정 11호    | 미니트맨3    | 토폴-MR      | DF-41        | 미노타우르 1호 |
| 길이 | 20.8 m       | 18.2 m       | 21 m         | 21 m         | 19.21 m        |
| 연료 | 4단 고체연료 | 3단 고체연료 | 3단 고체연료 | 3단 고체연료 | 4단 고체연료   |

## 러시아
러시아는 과거에 다양한 종류의 액체연료 ICBM을 많이 사용했다. 그러나, 미국이 무게 36톤인 고체연료 미니트맨3 ICBM 하나만을 사용하는 것 처럼, 러시아도 고체연료 토폴 ICBM 하나만을 사용하기로 정책을 변경했다. 토폴 시리즈는 토폴, 토폴-M, 토폴-MR로 발전했으며, 토폴-MR을 RS-24 야르스라고 한다.
중국도 DF-41 하나로 가는 방향이다. DF-41은 무게가 정확하지 않아서, 대략 최대 80톤일 것으로 추정만 하고 있다. 그러나, 무게 49톤 러시아 RS-24 야르스와 길이가 21 m로 동일하고, 이동식 트럭 바퀴수도 동일하다.

## 대한민국
2021년 5월 22일, 문재인 대통령이 방미해 바이든 대통령과 첫 대면 정상회담을 가졌다. 여기서 한미 미사일 지침을 폐지했다. 미국이 한국의 고체연료 ICBM, 고체연료 우주로켓 개발을 허가했다.
2022년 3월 30일, 국방과학연구소가 안흥시험장에서 고체연료 우주로켓을 발사했다. 원래 국방과학연구소는 ICBM을 개발하는 곳이고, 민간용 우주로켓을 개발하는 곳은 항우연이다. 동영상만 공개되었고, 자세한 제원은 알려지지 않았다. 고체 연료 소형 발사체 참조.
그러나, 미국, 중국, 러시아는 고체연료 ICBM, 고체연료 우주발사체의 제원이 거의 비슷하다. 대략 길이 20 m 정도되는 3단 고체연료 로켓이다. 따라서 한국의 발사체도 그와 비슷할 것으로 추측할 수 있다.

## 시험발사
2022년 12월 18일 오전 11시 13분쯤부터 12시 5분까지 평안북도 동창리 일대에서 동해상으로 MRBM 2발을 발사했다. 고각으로 발사돼 최고고도 550 km, 약 500 km를 비행한 뒤 동해상에 탄착했다. 북한이 쏜 2발은 고각발사였기 때문에 정상각도(30∼45도)로 발사했다면 1000~2000 km 안팎으로 날아갔을 것으로 추정된다.
합참은 이번엔 고도와 속도 등 자세한 제원을 밝히지 않았다. 한국군이 고도를 발표 안 한 것이 2022년 들어 사실상 처음이다. 한국군의 정보 제공이 북한을 이롭게 할 수 있고, 북한이 우리 군 분석과 다른 정보를 공개해 혼선을 줄 수 있다고 판단한 것으로 알려졌다.
북한이 동창리 일대에서 이틀 전 '고출력 고체 엔진'을 시험한 만큼, 이번 발사에 고체연료 엔진을 적용한 신형 미사일이 사용됐을 가능성이 거론된다.
1단 추력 300톤인 누리호 1단 로켓은 나로우주센터 남동쪽 약 413 km 일본 규슈 앞바다 낙하했다. 발사 4분 34초 후 고도 258 km에 다다른 누리호는 2단 분리에 성공했다. 북한은 이번에 누리호처럼 수직으로 고각 발사를 했는데, 비행거리 500 km였다. 누리호와 비슨한 거리에 떨어졌다.
2022년 12월 17일은 마침 김정일 국방위원장의 사망 11주기였다. 18일 북한 매체들이 금수산태양궁전 참배 모습을 보도를 했는데 김정은 위원장의 모습이 보이지 않았다. 때문에 15일 엔진시험 이후 평양으로 복귀하지 않고 계속 동창리에 머물면서 미사일 시험발사까지지휘했을 가능성이 있다.